# 貸借平均の原理
貸借平均の原理（たいしゃくへいきんのげんり）とは、複式簿記において、仕訳帳や総勘定元帳などの借方の合計と貸方の合計が常に一致するという原理である。
貸借対照表等式および損益計算書等式から導かれる
資産 + 費用 = 負債 + 純資産 + 収益
という等式を根拠としている。